# Cetingradska povelja
Cetingradska povelja, dokument hrvatske državnosti, kojom plemstvo Kraljevine Hrvatske potvrđuje izbor nadvojvode Ferdinanda I. Habsburškog za hrvatskog kralja dana 1. siječnja 1527. godine.
Poveljom je iznova iskazano i naglašeno vjekovno hrvatsko državotvorno pravo samostalnog i nezavisnog odlučivanja o temeljnim državnim pitanjima, među kojima je i slobodno biranje vladara, bez utjecaja i bez obzira na odluku odgovarajućeg državnog tijela (Ugarskog sabora) Kraljevine Ugarske, s kojom je Hrvatska tada bila u personalnoj uniji. Dokument je izdan na zasjedanju Hrvatskog sabora u Cetingradu (prema raspoloživim podacima najvjerojatnije u prostorijama Franjevačkog samostana u podgrađu tadašnje središnje cetinske tvrđave) koje je održano na prijelazu iz 1526. u 1527. godinu, a na kojem su sudjelovali pripadnici skoro cjelokupnog hrvatskog plemstva, s izuzetkom dijela slavonskog plemstva, koje će nekoliko dana kasnije u Dubravi kod Čazme proglasiti za kralja Ivana Zapolju. 
Tekst Povelje sadrži redom najprije nabrajanje imena nazočnih hrvatskih velikaša, crkvenih dostojanstvenika i ostalog (nižeg) plemstva s jedne, te Ferdinandovih poslanika s druge strane, zatim navođenje i argumentiranje pravnih osnova za postojanje mogućnosti izbora člana kuće Habsburg za nasljednog hrvatskog vladara, nakon čega slijedi deklarativno priznavanje i proglašavanje nadvojvode Ferdinanda za kralja, a njegove supruge Ane rođ. Jagelović za kraljicu, da bi pri kraju teksta bila navedena „prisega vjernosti, poklonstva i poslušnosti“. Na samom kraju teksta nalazi se mjesto i nadnevak izdavanja Povelje.
Neposredno ispod teksta nalazi se sedam pečata kojima je ova izborna isprava ovjerena, i to hrvatski državni pečat (s otiskom četvrtastih polja) u sredini, a do njega s lijeve i desne strane po tri pečata najuvaženijih hrvatskih velikaša toga vremena, ovim redoslijedom:
Lijeva strana
- Andrija Tuškanić (prema nekim izvorima Andrija Mišljenović Uzdoljski), biskup kninski i opat toplički, odnosno topuski
- knez Ivan (Torkvat) Karlović Krbavski (1485.(?)–1531.), hrvatski ban 1521–1524. i 1527–1531.
- knez Nikola III. Zrinski (1489.(?)–1534.), otac hrvatskog bana Nikole (IV.) Šubića Zrinskog "Sigetskog"

Desna strana
- knez Juraj III. Frankopan Slunjski († 1553.), iz slunjske grane Frankopana, tadašnji vlasnik cetingradske utvrde (kao i pripadajućeg vlastelinstva) u čijem je podgrađu, najvjerojatnije u Franjevačkom samostanu, održano zasjedanje Sabora i izdana Povelja
- knez Vuk I. Frankopan Tržački/Brinjski († 1546), iz tržačke grane Frankopana
- knez Stjepan IX. Babonić Blagajski († 1547.), gospodar znatnih posjeda u tadašnjoj Slavoniji

U uvodu povelje se spominju slijedeći hrvatski velikaši: Andrija biskup Kninski i opat Toplički, knezovi Ivan Torkvat (Karlović) od Krbave, Nikola III. Zrinski, braća Krsto i Vuk Frankopan, Juraj III. Frankopan Slunjski, Stjepan Blagajski, Krsto Peranski, Bernard Tumpić Zečevski, Ivan Kobasić Brikovički, Pavao Janković, Gašpar Križanić, Toma Čipčić, Mihajlo Skoblić, Nikola Babonožić, Grgur Otmić, plemićki sudac Zagrebačke županije, Antun Otmić, Ivan Novaković, Pavao Izačić, Gašpar Gusić i Stjepan Zimić.
Ferdinandovi poslanici na zasjedanju Sabora, a to su bili njegov tajni savjetnik Pavao Oberstein (njem. Paul von Oberstein), bečki prepošt, zatim Nikola Jurišić i Ivan Katzianer (njem. Johann Katzianer), njegovi vojskovođe, te Ivan Püchler [u nekim izvorima Puchler ili Pichler] (njem. Johann Püchler), prefekt grada Mehova (njem. Mechow), preuzeli su Povelju i odnijeli je u Beč. Prije toga su u ime novoizabranog kralja dali obećanja i prihvatili obveze koje su Hrvati već ranije tražili od nadvojvode, a što je također zapisano u zasebnom dokumentu - krunidbenoj zavjernici. Poslanici su, što upućuje na izuzetnu važnost i hitnost za Ferdinanda, prije svog odlaska poslali pismo svom gospodaru, datirano na četvrtak, 3. siječnja 1527. godine, u kojem ga izvješćuju o tijeku događanja prigodom njegova izbora za hrvatskog kralja, te o razlozima njihova dužeg zadržavanja u Cetingradu (među kojima je i taj da svi velikaši nisu imali svoje pečate uza se, nego su Povelju pečatirali naknadno). Važnost i hitnost se ogledaju u činjenici da je na dan izdavanja povelje, 1. siječnja 1527., ali možda koji sat kasnije (ili čak ni toliko), u Cetingrad stigao glasnik kneza Krsta Frankopana Ozaljskog s pozivom na izborni Sabor u Dubravu, nedaleko Čazme, koji je zakazan za 6. siječnja. Prema sugestiji četvorice Ferdinandovih poslanika cetingradski su velikaši glasniku rekli da svome gospodaru prenese odgovor da su oni svoga kralja već izabrali, izdali o tome povelju, i da bez Ferdinandove suglasnosti ne žele doći u Dubravu.  
Cetingradska povelja danas se nalazi u Austrijskom državnom arhivu u Beču. Ona predstavlja jednu od najvažnijih isprava u hrvatskoj povijesti, jer iz nje proizlazi poseban položaj hrvatske države u personalnoj uniji s Ugarskom, odnosno u sklopu  zemalja krune sv. Stjepana, kao i cijele Habsburške Monarhije.

## Vanjske poveznice
- Cetingradski izbor i Povelja  Arhivirana inačica izvorne stranice od 21. studenoga 2011. (Wayback Machine)
- Povelja u austrijskom leksikonu
- Tekst povelje  Arhivirana inačica izvorne stranice od 1. veljače 2014. (Wayback Machine)
- Izgled i tekst Povelje  Arhivirana inačica izvorne stranice od 16. ožujka 2012. (Wayback Machine)
- Cetingradski izbor u svjetlu događaja u 16. stoljeću (mađarski tekst)
- Hrvatski grb na Cetingradskoj povelji
- Pismo četvorice poslanika upućeno iz Cetingrada Ferdinandu Habsburškom  Arhivirana inačica izvorne stranice od 6. siječnja 2007. (Wayback Machine)